# Hirt
Hirt je naselje v Občini Micheldorf v Okraju Šentvid ob Glini na Koroškem v Avstriji.